# Гринёво (Вологодская область)
Гринёво — деревня в Бабаевском районе Вологодской области.
Входит в состав Центрального сельского поселения (с 1 января 2006 года по 13 апреля 2009 года входила в Верхнее сельское поселение), с точки зрения административно-территориального деления — в Верхний сельсовет.
Расстояние до районного центра Бабаево по автодороге — 115 км, до центра муниципального образования деревни Киино по прямой — 8 км. Ближайшие населённые пункты — Гридино, Завод, Мамоново, Пухтаево, Рагозино.
По переписи 2002 года население — 48 человек (24 мужчины, 24 женщины). Преобладающая национальность — русские (87 %).